# ArenaBowl IV
Match précédent Match suivant
L'Arena Bowl IV (ou de l' ArenaBowl '90) est le quatrième ArenaBowl de l'Arena Football League. Le match met en présence les Texans de Dallas, no 2 de la saison régulière et le no 1, le Drive de Detroit, qui atteint ainsi son troisième ArenaBowl d'affilée. Les deux équipes terminent leur saison à 6-2, mais le Drive est en tête pour les points marqués (326-299) et pour les points contre (215-308),.

## Sommaire du match
Au premier quart-temps, le quarterback de Detroit, Art Schlichter, inscrit deux touchdowns après des courses de respectivement deux et cinq yards.
Au deuxième quart-temps, le Drive continue de marquer, Alvin Rettig obtenant un touchdown de 1 yard et en inscrit un second sur une passe de 11 yards de Schlichter. Par la suite, les Texans parviennent à ouvrir le score avec Mitchell Ward obtenant un touchdown d'un yard, tandis que le quartback Ben Bennett complète une passe de six yards à Aatron Kenney pour une deuxième annotation. Cependant, le Drive répond avec leur kicker Novo Bojovic qui marque un field goal de 42 yards pour mettre fin à la première mi-temps.
Au troisième quart-temps, Detroit poursuit sa domination avec Schlichter obtenant un autre touchdown d'un yard, tout en complétant une passe de 37 yards à Gary Mullen, lui permettant d'en inscrire un second.
Au quatrième quart-temps, Dallas essaie de réagir avec Ward obtenant un touchdown d'un yard et Alvin Blackmon un autre de trois yards. Pourtant, Détroit met fin au match avec une annotation de deux yards de Schlichter.
Avec cette victoire, Détroit devient la première équipe à atteindre un three-peat, avec trois victoires d'affilée en ArenaBowl.

## Évolution du score
| Temps           | Description des actions                                                                                   | Score DE-DA | Score DE-DA |
| --------------- | --- | ----------- | ----------- |
| 1er Quart-temps | |             |             |
| 09:08           | TD à la suite d’une course de deux yards par Schlichter (PAT par Bojoviv)                                 |             | 07-0        |
| 08:00           | TD à la suite d’une course de cinq yards par Schlichter (PAT par Bojoviv)                                 |             | 14-0        |
| 2e Quart-temps  | |             |             |
| 11:52           | TD à la suite d’une course d'un yards par Rettig (PAT par Bojoviv)                                        |             | 21-0        |
| 09:36           | TD de 11 yards par Rettig à la suite d'une passe de Schlichter (PAT par Bojovic)                          |             | 28-0        |
| 05:00           | TD à la suite d’une course d'un yard par Ward (PAT par Morales)                                           |             | 28-07       |
| 00:11           | TD de 6 yards par Kenney suite d'une passe de Bennet (PAT par Morales)                                    |             | 28-14       |
| 00:00           | Field goal de 42 yards de Bojovic                                                                         |             | 31-14       |
| 3e Quart-temps  | |             |             |
| 12:40           | TD à la suite d’une course d'un yard par Schlichter (PAT par Bojoviv)                                     |             | 38-14       |
| 06:02           | TD de 37 yards par Mullen suite d'une passe de Schlichter (PAT manqué par Bojovic)                        |             | 44-14       |
| 4e Quart-temps  | |             |             |
| 12:47           | TD à la suite d’une course d'1 yard par Ward ( PAT par Morales)                                           |             | 44-21       |
| 02:41           | TD à la suite d’une course d'3 yard par Blackmon (échec de la tentative à 2 pts par la passe par Bennett) |             | 44-27       |
| 00:35           | TD à la suite d’une course de deux yards par Schlichter (PAT par Bojoviv)                                 |             | 51-27       |

## Les équipes en présence
| Joueur         | Position  |
| -------------- | --------- |
| Carl Aikens    | WR        |
| Robert Allen   | WR/DB     |
| Ben Bennett    | QB        |
| Alvin Blackmon | FB/LB     |
| Bryan Brock    | QB        |
| Keith Chapman  | K         |
| Derrick Clay   | WR/DB     |
| Anthony Dailey | OL/DL     |
| Pete Endre     | OL/DL     |
| Jeff Hurd      | LB        |
| Mark Jackson   | DB        |
| Lionel James   | QB        |
| Aatron Kenney  | WR/DB     |
| Sam Moore      | WR, WR/LB |
| Marco Morales  | K         |
| Alex Morris    | DB, WR/LB |
| Joey Nanus     | OL/DL     |
| Tony Newsom    | DB        |
| David Schell   | OL/DL     |
| Bobby Sign     | OL/DL, OG |
| Marcell Smith  | WR/DB     |
| Roscoe Tatum   | FB/LB     |
| Mitchell Ward  | FB/LB     |
| Keith Williams | OL/DL     |
| Kennedy Wilson | WR/LB, DB |
| Buddy Wyatt    | OL/DL     |

| Joueur          | Position  |
| --------------- | --------- |
| Robert Banks    | WR/DB     |
| Novo Bojovic    | K         |
| Lynn Bradford   | FB/LB     |
| Arnold Campbell | DE        |
| John Corker     | LB        |
| Dwayne Dixon    | WR        |
| David Evans     | DB        |
| Flint Fleming   | OL/DL, DE |
| James Flowers   | WR/DB     |
| Steve Griffin   | WR        |
| Darrell Grymes  | WR        |
| Billy Harris    | OL/DL     |
| Wade Lockett    | WR        |
| Reggie Mathis   | LB        |
| Will McClay     | WR/LB     |
| Gary Mullen     | WR        |
| Greg Orton      | G         |
| Yepi Pauu       | FB/LB, LB |
| Tate Randle     | DB        |
| Alvin Rettig    | FB/LB     |
| Jon Roehlk      | G         |
| Art Schlichter  | QB        |
| Mike Trigg      | QB        |

## Statistiques par équipe
| Données                   | Dallas | Detroit |
| ------------------------- | ------ | ------- |
| 1er downs                 | 15     | 16      |
| Yards à la course         | 11     | 71      |
| Yards à la passe          | 186    | 176     |
| Fumbles/Perdus            | 4/3    | 1/1     |
| Yards en retour de fumble | 1      | 1       |
| Pénalités/Yards           | 9/37   | 10/45   |
| Temps de possession       | 33:51  | 26:09   |
| Conversion 3e down        | 2/9    | 0/5     |
| Conversion 4e down        | 0/0    | 0/0     |